# Gehyra leopoldi
Gehyra leopoldi là một loài thằn lằn trong họ Gekkonidae. Loài này được Brongersma mô tả khoa học đầu tiên năm 1930.